# Protrichoprosopis chaetosus
Protrichoprosopis chaetosus är en tvåvingeart som beskrevs av Blanchard 1966. Protrichoprosopis chaetosus ingår i släktet Protrichoprosopis och familjen parasitflugor. Inga underarter finns listade i Catalogue of Life.